# Arthur Greiser

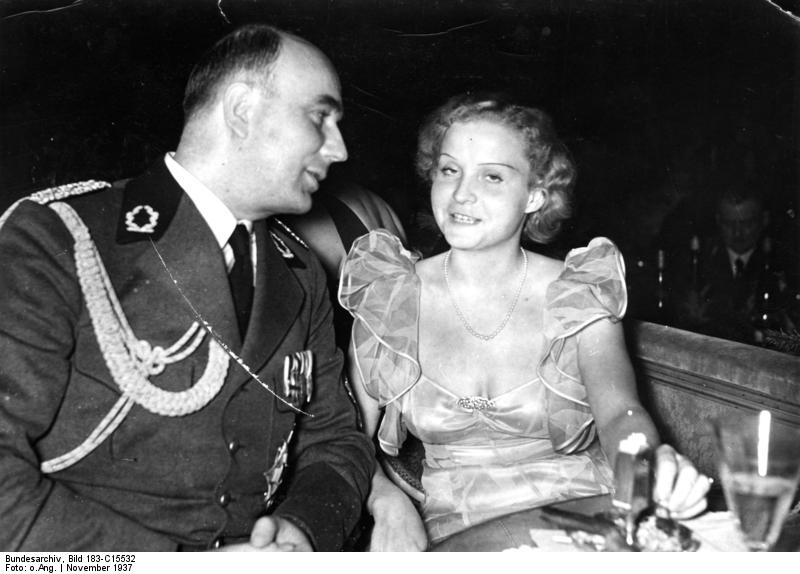
Arthur Greiser et sa deuxième épouse Maria Körfer (1937).

Arthur Karl Greiser, né le 22 janvier 1897 à Środa en Posnanie (orthographiée Schroda en allemand), mort le 14 juillet 1946 à Poznań, est un criminel de guerre nazi, général SS et membre du parti nazi. Il est président du Sénat de la Ville libre de Dantzig entre 1934 et 1939, puis Reichsstatthalter et Gauleiter du Reichsgau Wartheland, jusqu'en janvier 1945, date de sa fuite de Posen (appellation allemande de Poznań), alors que son Gau est envahi par les unités de l'Armée rouge. Capturé par les troupes américaines, impliqué dans la mort de dizaines de milliers de personnes lors de meurtres de masse et de la déportation des Juifs et Polonais, la systématisation du travail forcé et le pillage du peuple polonais, il est jugé en Pologne en 1946, condamné à mort et pendu.

## Avant la guerre
Élu au Sénat de Dantzig lors des élections du 28 mai 1933, il remplace Hermann Rauschning au poste de président du Volkstag durant l'automne 1934.
Fort de cette expérience, il est proposé par les militaires pour être responsable de l'administration militaire qui doit se mettre en place dans le district de Poznań lors de la conquête de la Pologne ; son choix est approuvé par Hitler, et il est aussitôt nommé à ce poste.
Cependant, son passé à Dantzig le prive de contacts directs avec Hitler, l'obligeant à rechercher les soutiens de Himmler et Bormann.

## Le Gauleiter du Wartheland
À la demande expresse de Himmler, il est nommé Gauleiter du nouveau Wartheland par le ministre de l'Intérieur. Ce territoire annexé est en effet érigé par le décret de Hitler signé le 8 octobre 1939 et destiné à entrer en vigueur le 1er novembre suivant.
Greiser aspire à faire de son Gau un territoire modèle, souhaitant lui donner une image conforme à la Weltanschauung nazie,.

### Pouvoirs
Greiser cumule les fonctions de Gauleiter, au sommet de la hiérarchie du NSDAP, et de Reichsstatthalter, représentant de l'État.
Gauleiter, il doit cependant composer avec un chef supérieur de la police et des SS, Wilhelm Koppe, dont il reconnaît l'importance dès le 4 décembre 1939. De même, il doit souvent louvoyer entre Koppe, les directives de la hiérarchie SS et la réalité de la circonscription qu'il administre.
De plus, il doit s'imposer face aux services centraux de la fonction publique du Reich, parvenant à remplacer les fonctionnaires nommés par le ministre de l'Intérieur Wilhelm Frick. Ainsi, dès 1940, il s'oppose à l'arrivée de fonctionnaires du Reich, pour installer à leur place des fonctionnaires du NSDAP.

### Germanisation
Dirigeant d'un Gau peuplé d'une minorité d'Allemands, Greiser, appuyé par Himmler, souhaite germaniser la région en une dizaine d'années. Afin de marginaliser les Polonais, il encourage leur exploitation économique, la ségrégation raciale et l'expulsion. Pour cela, il met en place une Volksliste, la première dans le Reich, destinée à classer les populations polonaises selon des critères raciaux et fait approuver par Hitler le principe d'un code pénal spécifique au Gau.
Dès le mois de décembre 1939, il édicte des ordres visant à expulser vers le Gouvernement général la totalité des Polonais résidant dans son Gau, dans le cadre de la réalisation des premiers projets de germanisation de l'Est de l'Europe.
Ainsi, sur la base d'un décret du 12 septembre 1940, il met en place une Volksliste, classant les citoyens allemands de son Gau en plusieurs catégories, selon le degré de proximité avec la race allemande. Contrairement à Albert Forster, son supérieur à Dantzig, il applique la politique de classement de la population avec une grande rigueur, ayant fait inscrire, en octobre 1944[à vérifier], 499 500 personnes sur la Volksliste, sur des critères extrêmement sélectifs. À la demande de Himmler, Greiser ordonne de procéder à une expérience de tri racial dans le district de Wollstein, aboutissant à déclarer « racialement valables » 7,1 % de la population.
Ces mesures suscitent des inquiétudes chez les Polonais. Pour calmer ces appréhensions, il crée en octobre 1942 une nouvelle catégorie dans la population polonaise, les « Polonais performants », désignés par leur employeur, recevant des prébendes et de meilleures rations alimentaires.

### Colonisation
Dans le droit fil de cette politique, le Gau est soumis à une intense politique de germanisation. Arthur Greiser, principal représentant du Reich sur place, en est l'un des principaux acteurs.
Celui-ci développe rapidement, dès sa prise de fonctions, une vision de la place au sein du Reich du Gau dont il a la charge ; en effet, il aspire à transformer le Warthegau en grenier à blé pour le Reich ; dans cette perspective, il se montre hostile à toute mesure de grande ampleur visant à remettre en cause la structure foncière ou expulser les travailleurs agricoles polonais, n'hésitant pas à s'opposer au service de planification de la SS sur place.

### Déchristianisation
Appuyé sur un vétéran du Kirchenkampf, il réorganise les relations entre les Églises et l'État ; dès le 14 mars 1940, il édicte une déclaration en treize points, limitant les capacités d'intervention des Églises dans la vie sociale. Cette déclaration non seulement abroge pour le Gau le concordat signé en 1925 entre le Vatican et la République de Pologne, mais aussi empêche l'application du concordat du Reich, signé en 1933. Enfin, il fait intégrer de force dans la Hitlerjugend les membres allemands des organisations de jeunesse catholique.
De plus, conformément à une directive de Hitler, remettant en cause les compétences du ministre des cultes dans le Warthegau, il dispose de la possibilité de promulguer une réglementation spécifique à son Gau.
Enfin, il fait mettre en place des Églises chrétiennes séparées pour les fidèles allemands et les fidèles polonais, permettant la fermeture des églises polonaises, souvent transformées en dépôts de munitions sur ordre de Greiser en personne.

### Un acteur important de la politique criminelle du Reich
Dès sa prise de fonction, Greiser multiplie les vexations à l'encontre des Juifs de son Gau, non seulement ceux qui en sont originaires, mais aussi ceux qui y sont déportés.
Au milieu de l'année 1940, sa politique d'expulsion massive des Juifs originaires de son Gau vers le Gouvernement général crée sur ce territoire une situation inextricable, nécessitant la mise en œuvre de projets plus ambitieux, comme le plan d'expulsion des Juifs d'Europe vers Madagascar ; cependant, le projet de déportation ultra-marine ayant été abandonné,, il approuve la création d'un vaste ghetto à Łódź.
À partir de 1940, Greiser initie le meurtre de masse des Juifs de son Gau ; en effet, à la faveur de l'action T4 contre les handicapés mentaux, il fait gazer les Juifs des petites communautés rurales de son Gau au printemps 1940.
Son zèle exterminateur est également visible dans son traitement des internés psychiatriques. En effet, dès le 7 décembre 1939, les premiers malades sont exterminés dans des camions à gaz après la constitution d'un commando mis en place par Greiser et Wilhelm Koppe, l'Höherer der SS und Polizeiführer du Warthegau,. Heinrich Himmler en outre délègue à Arthur Greiser une part de son autorité sur l'administration du camp d'extermination de Chelmno.
En mai 1942, dans une lettre à Himmler où il lui annonce la réussite prochaine de l'extermination (à Chelmno) des cent mille Juifs de son Gau, Arthur Greiser propose à Himmler de faire assassiner par le commando responsable de cette opération (et donc par les mêmes moyens, à savoir l'assassinat de masse par gazage) trente-cinq mille Polonais atteints de tuberculose ouverte. Himmler en accepte le principe en juin 1942, mais revient sur sa décision en décembre de la même année.

### Le«cas Greiser»
Au cours de la déroute allemande de janvier 1945, Greiser, tout en s'opposant à l'évacuation de la totalité de son Gau, prend la fuite le 20 janvier, en prétendant avoir reçu un ordre de Hitler.
En effet, il ordonne l'évacuation des parties orientales de son Gau le 18 janvier, mais continue d'affirmer, en dépit du bon sens, que le Gau serait défendu victorieusement. Toutefois, le 20 janvier, après avoir menti à Hitler sur la réalité de la progression soviétique, il fait déménager les services de son administration, réquisitionnant tous les camions disponibles.
L'annonce de cette fuite devant des unités soviétiques, encore éloignées de la ville, génère une critique en règle de son comportement, au sein même du NSDAP, Goebbels allant jusqu'à proposer qu'il soit cité à comparaître devant le tribunal du peuple, qui l'aurait condamné à mort. Le ministre de la Propagande doit affronter, dans cette circonstance, l'opposition de Hitler, qui a donné l'ordre au Gauleiter de quitter Posen.
Cette fuite devant les unités soviétiques d'un Gauleiter de longue date admiré de Goebbels accélère le discrédit dont souffrent les Gauleiter. Défendu par Bormann, il installe les services de son Gau à Francfort-sur-l'Oder, adressant des rapports de situation à Himmler et Bormann, au moins jusqu'au 20 février 1945.

## Pendaison

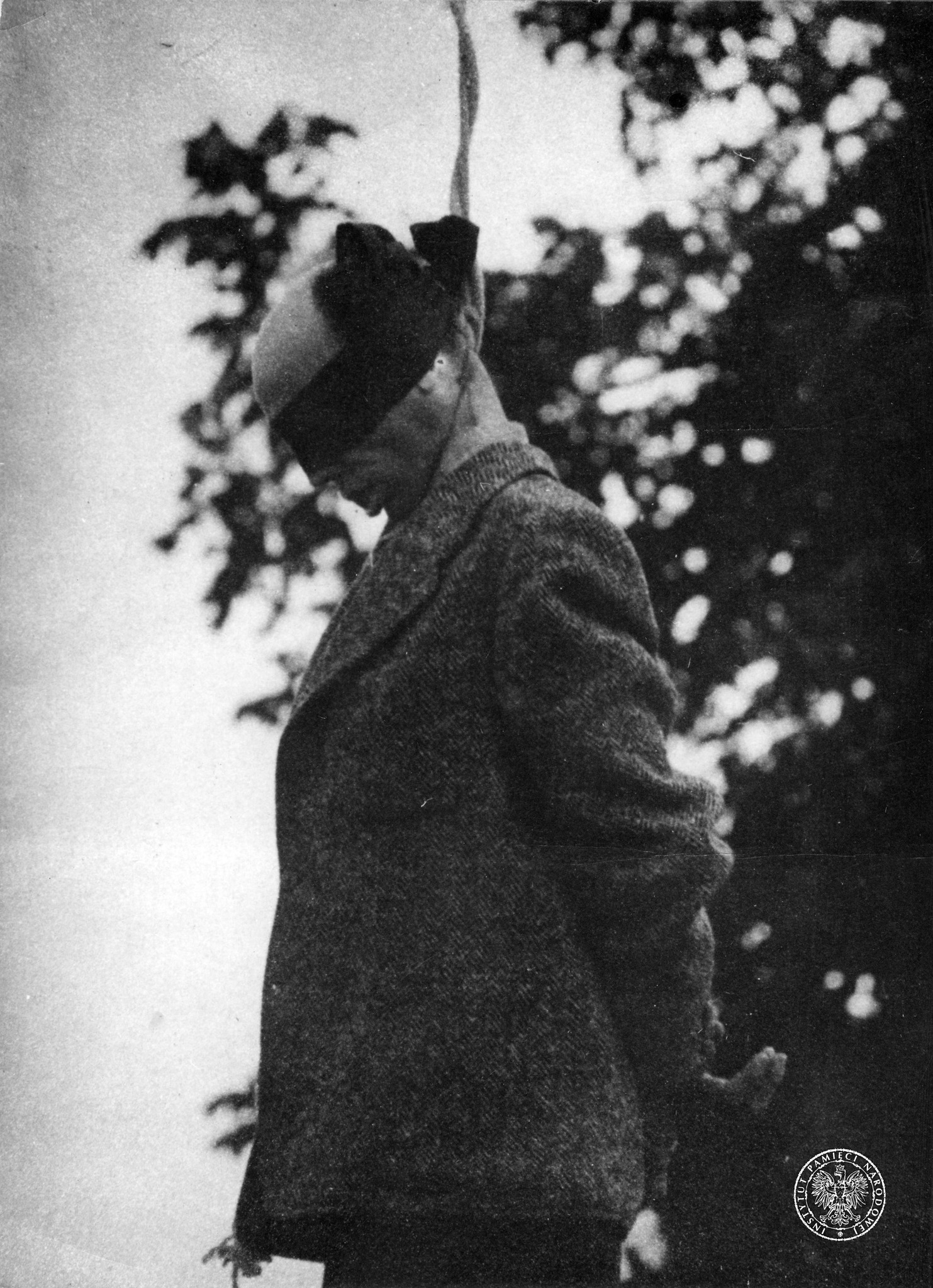
Exécution d'Arthur Greiser, Poznań, 21 juillet 1946.

Dans sa fuite, il se réfugie dans les Alpes bavaroises. Capturé par les troupes américaines, il est hospitalisé à Karlsruhe, puis remis aux Polonais.
Il est condamné à mort par le Tribunal national suprême de Pologne pour son implication dans la mort de dizaines de milliers de personnes lors de meurtres de masse et de la déportation des Juifs et Polonais, la systématisation du travail forcé et le pillage du peuple polonais. Il tente de nombreux recours, en vain. Il est exécuté par pendaison comme criminel de guerre, dans la cour de la citadelle de Poznań le 20 juin 1946. Sa deuxième épouse Maria est décédée en 2007.